# Sei un mito (programma televisivo)
Sei un mito è stato un programma televisivo italiano andato in onda nell'estate 2005 su Canale 5 basato sul format statunitense Performing Us trasmesso su Fox e importato in Italia dalla Endemol.

## La trasmissione
La trasmissione è andata in onda dal 18 giugno al 23 luglio 2005 su Canale 5 in prima serata del sabato ed era condotta da Roberta Capua, con la partecipazione di Teo Teocoli.
Estremamente simile ai precedenti Re per una notte di Gigi Sabani, andato in onda tra il 1994 e il 1996, e il più recente Momenti di gloria di Mike Bongiorno, format poi ripreso nel 2008 con il titolo È nata una stella gemella condotto da Lorella Cuccarini.
La trasmissione dava l'opportunità in ogni puntata a sei differenti concorrenti ad esibirsi sul palco televisivo impersonando i propri miti musicali sia negli atteggiamenti che nell'aspetto esteriore. La gara, moderata da una giuria di critici e di vip, tra cui Rudy Zerbi, Peppe Vessicchio e Jonathan Kashanian, vincitore dell'edizione conclusasi pochi mesi prima del Grande Fratello, era inframezzata dal comico Teo Teocoli che interveniva proponendo delle imitazioni tratte dal suo repertorio.
Le esibizioni dei concorrenti erano introdotte dallo slogan della conduttrice dal quale è tratto il titolo: "Sei un mito! Questa notte è per te!"
Il programma ottenne un buon risultato ed è stato replicato, nella successiva estate 2006, su Rete 4, sempre in prima serata. Autori della trasmissione, prodotta da Endemol, erano Andreini & Di Stefano, Pietro Galeotti, Fabio Pastrello, lo stesso Teocoli e Luca Tiberio, con la regia di Stefano Mignucci.
La trasmissione è stata vinta da Antonio Colamorea interpretando Andrea Bocelli, aggiudicandosi un premio di 50000 €.